# Anillaco
Anillaco is een plaats in het Argentijnse bestuurlijke gebied Castro Barros in de provincie Provincia de La Rioja. De plaats telt 1.365 inwoners.

## Geboren in Anillaco
- Carlos Menem (1930-2021), president van Argentinië